# Temporada 2022-23 de la NBA
La temporada 2022-23 de la NBA fue la septuagésimo séptima temporada de la historia de la competición norteamericana de baloncesto. El Draft de la NBA se celebró el 23 de junio de 2022, en el Barclays Center en Brooklyn, donde Orlando Magic eligió en la primera posición a Paolo Banchero. La temporada comenzó el 18 de octubre de 2022, y terminó en junio de 2023 con las finales. El All-Star Game se celebró en el Vivint Arena de Salt Lake City el 19 de febrero de 2023.

## Novedades
El 11 de agosto de 2022, la NBA anunció la retirada del número #6 en toda la liga, en homenaje a Bill Russell, fallecido el 31 de julio de ese año. Los jugadores que actualmente vistan este dorsal, podrán seguir llevándolo.
De cara a esta temporada la NBA incluyó cuatro modificaciones del reglamento:
- Faltas intencionadas a campo abierto: Cuando un jugador detenga a otro en carrera sin más intención que parar el juego y asumir la falta, esta será castigada con tiro libre y posesión para el equipo que ha sufrido la infracción. Hasta ahora el castigo era únicamente una falta personal.

- Menos revisiones: Esto se probó de forma experimental la temporada anterior y que ahora pasa a ser definitivo. Los colegiados no podrán acudir a ver las repeticiones durante los dos últimos minutos de partido para determinar a quién corresponde un balón que ha salido fuera. La revisión sí podrá realizarse si es solicitada por un entrenador a través de su challenge.

- Regulación de comportamiento en los banquillos: No se podrá estar de pie durante un tiempo prolongado ni distraer intencionalmente al rival. En caso de que esto ocurriese, se podría señalar falta técnica o incluso multas a los involucrados.

- Cambios en el marcador: Ya no se esperará a que llegue un tiempo muerto para corregir un error de puntuación en el marcado, sino que una luz azul advertirá a los árbitros de la situación para que estos detengan el juego en la «siguiente ocasión neutral» y corrijan el fallo.

## Transacciones

### Agencia libre
Con las Finales de la NBA de la temporada anterior terminando en junio por primera vez desde 2019 antes de que comenzara la pandemia de COVID-19, el período para la agencia libre volverá a su fecha normal de inicio el 1 de julio, junto con el período de moratoria de julio antes de que los jugadores puedan comenzar a firmar nuevos contratos.

### Cambios de entrenadores
| Equipo               | Temporada 2021-22       | Temporada 2022-23                 |
| Fuera de temporada   | Fuera de temporada      | Fuera de temporada                |
| -------------------- | ----------------------- | --------------------------------- |
| Charlotte Hornets    | James Borrego           | Steve Clifford                    |
| Los Angeles Lakers   | Frank Vogel             | Darvin Ham                        |
| Sacramento Kings     | Alvin Gentry (interino) | Mike Brown                        |
| Utah Jazz            | Quin Snyder             | Will Hardy                        |
| Boston Celtics       | Ime Udoka (suspendido)  | Joe Mazzulla (interino)           |
| Durante la temporada |                         |                                   |
| Brooklyn Nets        | Steve Nash              | Jacque Vaughn                     |
| Atlanta Hawks        | Nate McMillan           | Joe Prunty (interino) Quin Snyder |

#### Al término de la temporada
- El 11 de abril de 2022, Los Angeles Lakers despidieron a Frank Vogel tras no alcanzar los playoffs. En sus tres temporadas en el equipo, Vogel llevó al equipo a dos apariciones en playoffs y al campeonato de la NBA en 2020.[4]
- El 11 de abril de 2022, los Sacramento Kings relevaron al entrenador interino Alvin Gentry de sus funciones. Gentry fue nombrado entrenador interino tras el despido de Luke Walton en noviembre de 2021.[5]
- El 22 de abril de 2022, los Charlotte Hornets despidieron a James Borrego tras cuatro años sin apariciones del equipo en los playoffs.[6]
- El 9 de mayo de 2022, los Sacramento Kings contrataron al entrenador asistente de los Golden State Warriors Mike Brown para convertirse en el nuevo entrenador de los Kings.[7]
- El 3 de junio de 2022, Los Angeles Lakers contrataron a Darvin Ham como nuevo entrenador.[8]
- El 5 de junio de 2022, Quin Snyder renunció a su puesto de entrenador de los Utah Jazz tras ocho temporadas en el equipo.[9]
- El 24 de junio de 2022, los Charlotte Hornets contrataron a Steve Clifford en su segunda etapa en el equipo.[10]
- El 29 de junio de 2022, los Utah Jazz contrataron a Will Hardy como entrenador principal.[11]

#### Durante la temporada
- El 1 de noviembre de 2022, los Brooklyn Nets y Steve Nash llegan a un acuerdo de rescisión de contrato,[12] y Jacque Vaughn ejerce como interiro, hasta el 9 de noviembre que es nombrado entrenador principal.[13]
- El 21 de febrero de 2023, los Atlanta Hawks despiden a Nate McMillan, tras tres temporadas. Joe Prunty, su asistente, toma el mando como interino,[14] hasta que el 26 de febrero los Hawks contratan a Quin Snyder.[15]

## Clasificaciones
Última actualización: 9 de abril de 2023 
Entre paréntesis, puesto que ocupan en la clasificación de la Conferencia.

### Conferencia Este
| División Atlántico     | División Atlántico | División Atlántico | División Atlántico | División Atlántico | División Atlántico | División Atlántico |
| ---------------------- | ------------------ | ------------------ | ------------------ | ------------------ | ------------------ | ------------------ |
| Equipos                | G                  | P                  | PCT                | PV                 | PP                 | PPR                |
| Boston Celtics (2)     | 57                 | 25                 | .695               | —                  | 117.9              | 111.4              |
| Philadelphia 76ers (3) | 54                 | 28                 | .659               | 3                  | 115.2              | 110.9              |
| New York Knicks (5)    | 47                 | 35                 | .573               | 10                 | 116.0              | 113.1              |
| Brooklyn Nets (6)      | 45                 | 37                 | .549               | 12                 | 113.4              | 112.5              |
| Toronto Raptors (9)    | 41                 | 41                 | .500               | 16                 | 112.9              | 111.4              |

| División Central        | División Central | División Central | División Central | División Central | División Central | División Central |
| ----------------------- | ---------------- | ---------------- | ---------------- | ---------------- | ---------------- | ---------------- |
| Equipos                 | G                | P                | PCT              | PV               | PP               | PPR              |
| Milwaukee Bucks (1)     | 58               | 24               | .707             | —                | 116.9            | 113.3            |
| Cleveland Cavaliers (4) | 51               | 31               | .622             | 7                | 112.3            | 106.9            |
| Chicago Bulls (10)      | 40               | 42               | .488             | 18               | 113.1            | 111.8            |
| Indiana Pacers (11)     | 35               | 47               | .427             | 23               | 116.3            | 119.5            |
| Detroit Pistons (15)    | 17               | 65               | .207             | 41               | 110.3            | 118.5            |

| División Sureste        | División Sureste | División Sureste | División Sureste | División Sureste | División Sureste | División Sureste |
| ----------------------- | ---------------- | ---------------- | ---------------- | ---------------- | ---------------- | ---------------- |
| Equipos                 | G                | P                | PCT              | PV               | PP               | PPR              |
| Miami Heat (7)          | 44               | 38               | .537             | —                | 109.5            | 109.8            |
| Atlanta Hawks (8)       | 41               | 41               | .500             | 3                | 118.4            | 118.1            |
| Washington Wizards (12) | 35               | 47               | .427             | 9                | 113.2            | 114.4            |
| Orlando Magic (13)      | 34               | 48               | .415             | 10               | 111.4            | 114.0            |
| Charlotte Hornets (14)  | 27               | 55               | .329             | 17               | 111.0            | 117.2            |

### Conferencia Oeste
| División Noroeste           | División Noroeste | División Noroeste | División Noroeste | División Noroeste | División Noroeste | División Noroeste |
| --------------------------- | ----------------- | ----------------- | ----------------- | ----------------- | ----------------- | ----------------- |
| Equipos                     | G                 | P                 | PCT               | PV                | PP                | PPR               |
| Denver Nuggets (1)          | 53                | 29                | .646              | —                 | 115.8             | 112.5             |
| Minnesota Timberwolves (8)  | 42                | 40                | .512              | 11                | 115.8             | 115.8             |
| Oklahoma City Thunder (10)  | 40                | 42                | .488              | 13                | 117.5             | 116.4             |
| Utah Jazz (12)              | 37                | 45                | .451              | 16                | 117.1             | 118.0             |
| Portland Trail Blazers (13) | 33                | 49                | .402              | 20                | 113.4             | 117.4             |

| División Pacífico         | División Pacífico | División Pacífico | División Pacífico | División Pacífico | División Pacífico | División Pacífico |
| ------------------------- | ----------------- | ----------------- | ----------------- | ----------------- | ----------------- | ----------------- |
| Equipos                   | G                 | P                 | PCT               | PV                | PP                | PPR               |
| Sacramento Kings (3)      | 48                | 34                | .585              | —                 | 120.7             | 118.1             |
| Phoenix Suns (4)          | 45                | 37                | .549              | 3                 | 113.6             | 111.6             |
| Los Angeles Clippers (5)  | 44                | 38                | .537              | 4                 | 113.6             | 113.1             |
| Golden State Warriors (6) | 44                | 38                | .537              | 4                 | 118.9             | 117.1             |
| Los Angeles Lakers (7)    | 43                | 39                | .524              | 5                 | 117.2             | 116.6             |

| División Suroeste        | División Suroeste | División Suroeste | División Suroeste | División Suroeste | División Suroeste | División Suroeste |
| ------------------------ | ----------------- | ----------------- | ----------------- | ----------------- | ----------------- | ----------------- |
| Equipos                  | G                 | P                 | PCT               | PV                | PP                | PPR               |
| Memphis Grizzlies (2)    | 51                | 31                | .622              | —                 | 116.9             | 113.0             |
| New Orleans Pelicans (9) | 42                | 40                | .512              | 9                 | 114.4             | 112.5             |
| Dallas Mavericks (11)    | 38                | 44                | .463              | 13                | 114.2             | 114.1             |
| Houston Rockets (14)     | 22                | 60                | .268              | 29                | 110.7             | 118.6             |
| San Antonio Spurs (15)   | 22                | 60                | .268              | 29                | 113.0             | 123.1             |

### Eliminatoria 'Play-In'
| Play-In Conferencia Este |
| ------------------------ |

|  | 11-12 de abril | 11-12 de abril  | 11-12 de abril |    |   | 14 de abril | 14 de abril | 14 de abril |   |            | Clasificados | Clasificados  | Clasificados |
|  |                |                 |                |    |   |             |             |             |   |            |              |               |              |
|  | 7              | Miami Heat      | 105            |    |   |             |             |             |   |            |              |               |              |
|  | 8              | Atlanta Hawks   | 116            |    |   |             |             |             |   |            | 8            | Atlanta Hawks | 7.ºPO        |
|  |                |                 |                |    | 7 | Miami Heat  | 102         |             | 7 | Miami Heat | 8.ºPO        |               |              |
|  |                | 10              | Chicago Bulls  | 91 |   |             |             |             |   |            |              |               |              |
|  | 9              | Toronto Raptors | 105            |    |   |             |             |             |   |            |              |               |              |
|  | 10             | Chicago Bulls   | 109            |    |   |             |             |             |   |            |              |               |              |

| Play-In Conferencia Oeste |
| ------------------------- |

|  | 11-12 de abril | 11-12 de abril         | 11-12 de abril        |    |   | 14 de abril            | 14 de abril | 14 de abril |   |                        | Clasificados | Clasificados       | Clasificados |
|  |                |                        |                       |    |   |                        |             |             |   |                        |              |                    |              |
|  | 7              | Los Angeles Lakers     | 108                   |    |   |                        |             |             |   |                        |              |                    |              |
|  | 8              | Minnesota Timberwolves | 102                   |    |   |                        |             |             |   |                        | 7            | Los Angeles Lakers | 7.ºPO        |
|  |                |                        |                       |    | 8 | Minnesota Timberwolves | 120         |             | 8 | Minnesota Timberwolves | 8.ºPO        |                    |              |
|  |                | 10                     | Oklahoma City Thunder | 95 |   |                        |             |             |   |                        |              |                    |              |
|  | 9              | New Orleans Pelicans   | 118                   |    |   |                        |             |             |   |                        |              |                    |              |
|  | 10             | Oklahoma City Thunder  | 123                   |    |   |                        |             |             |   |                        |              |                    |              |

## Playoffs
Los Playoffs de la NBA de 2023 darán comienzo el sábado 15 de abril de 2023 y terminarán con las Finales de la NBA de 2023, en junio.
|  | Primera ronda     | Primera ronda          | Primera ronda      |   |                     | Semifinales de Conferencia | Semifinales de Conferencia | Semifinales de Conferencia |  |    | Finales de Conferencia | Finales de Conferencia | Finales de Conferencia |  |    | Finales de la NBA | Finales de la NBA | Finales de la NBA |
|  |                   |                        |                    |   |                     |                            |                            |                            |  |    |                        |                        |                        |  |    |                   |                   |                   |
|  | E1                | Milwaukee Bucks        | 1                  |   |                     |                            |                            |                            |  |    |                        |                        |                        |  |    |                   |                   |                   |
|  | E8                | Miami Heat             | 4                  |   |                     |                            |                            |                            |  |    |                        |                        |                        |  |    |                   |                   |                   |
|  | E8                | Miami Heat             | 4                  |   | E8                  | Miami Heat                 | 4                          |                            |  |    |                        |                        |                        |  |    |                   |                   |                   |
|  |                   |                        |                    |   | E8                  | Miami Heat                 | 4                          |                            |  |    |                        |                        |                        |  |    |                   |                   |                   |
|  |                   | E5                     | New York Knicks    | 2 |                     |                            |                            |                            |  |    |                        |                        |                        |  |    |                   |                   |                   |
|  | E4                | E5                     | New York Knicks    | 2 | Cleveland Cavaliers | 1                          |                            |                            |  |    |                        |                        |                        |  |    |                   |                   |                   |
|  | E4                |                        |                    |   | Cleveland Cavaliers | 1                          |                            |                            |  |    |                        |                        |                        |  |    |                   |                   |                   |
|  | E5                | New York Knicks        | 4                  |   |                     |                            |                            |                            |  |    |                        |                        |                        |  |    |                   |                   |                   |
|  | E5                | New York Knicks        | 4                  |   |                     |                            |                            |                            |  | E8 | Miami Heat             | 4                      |                        |  |    |                   |                   |                   |
|  | Conferencia Este  |                        |                    |   |                     |                            |                            |                            |  | E8 | Miami Heat             | 4                      |                        |  |    |                   |                   |                   |
|  |                   | E2                     | Boston Celtics     | 3 |                     |                            |                            |                            |  |    |                        |                        |                        |  |    |                   |                   |                   |
|  | E3                | E2                     | Boston Celtics     | 3 | Philadelphia 76ers  | 4                          |                            |                            |  |    |                        |                        |                        |  |    |                   |                   |                   |
|  | E3                |                        |                    |   | Philadelphia 76ers  | 4                          |                            |                            |  |    |                        |                        |                        |  |    |                   |                   |                   |
|  | E6                | Brooklyn Nets          | 0                  |   |                     |                            |                            |                            |  |    |                        |                        |                        |  |    |                   |                   |                   |
|  | E6                | Brooklyn Nets          | 0                  |   | E3                  | Philadelphia 76ers         | 3                          |                            |  |    |                        |                        |                        |  |    |                   |                   |                   |
|  |                   |                        |                    |   | E3                  | Philadelphia 76ers         | 3                          |                            |  |    |                        |                        |                        |  |    |                   |                   |                   |
|  |                   | E2                     | Boston Celtics     | 4 |                     |                            |                            |                            |  |    |                        |                        |                        |  |    |                   |                   |                   |
|  | E2                | E2                     | Boston Celtics     | 4 | Boston Celtics      | 4                          |                            |                            |  |    |                        |                        |                        |  |    |                   |                   |                   |
|  | E2                |                        |                    |   | Boston Celtics      | 4                          |                            |                            |  |    |                        |                        |                        |  |    |                   |                   |                   |
|  | E7                | Atlanta Hawks          | 2                  |   |                     |                            |                            |                            |  |    |                        |                        |                        |  |    |                   |                   |                   |
|  | E7                | Atlanta Hawks          | 2                  |   |                     |                            |                            |                            |  |    |                        |                        |                        |  | E8 | Miami Heat        | 1                 |                   |
|  |                   |                        |                    |   |                     |                            |                            |                            |  |    |                        |                        |                        |  | E8 | Miami Heat        | 1                 |                   |
|  |                   | O1                     | Denver Nuggets     | 4 |                     |                            |                            |                            |  |    |                        |                        |                        |  |    |                   |                   |                   |
|  | O1                | O1                     | Denver Nuggets     | 4 | Denver Nuggets      | 4                          |                            |                            |  |    |                        |                        |                        |  |    |                   |                   |                   |
|  | O1                |                        |                    |   | Denver Nuggets      | 4                          |                            |                            |  |    |                        |                        |                        |  |    |                   |                   |                   |
|  | O8                | Minnesota Timberwolves | 1                  |   |                     |                            |                            |                            |  |    |                        |                        |                        |  |    |                   |                   |                   |
|  | O8                | Minnesota Timberwolves | 1                  |   | O1                  | Denver Nuggets             | 4                          |                            |  |    |                        |                        |                        |  |    |                   |                   |                   |
|  |                   |                        |                    |   | O1                  | Denver Nuggets             | 4                          |                            |  |    |                        |                        |                        |  |    |                   |                   |                   |
|  |                   | O4                     | Phoenix Suns       | 2 |                     |                            |                            |                            |  |    |                        |                        |                        |  |    |                   |                   |                   |
|  | O4                | O4                     | Phoenix Suns       | 2 | Phoenix Suns        | 4                          |                            |                            |  |    |                        |                        |                        |  |    |                   |                   |                   |
|  | O4                |                        |                    |   | Phoenix Suns        | 4                          |                            |                            |  |    |                        |                        |                        |  |    |                   |                   |                   |
|  | O5                | Los Angeles Clippers   | 1                  |   |                     |                            |                            |                            |  |    |                        |                        |                        |  |    |                   |                   |                   |
|  | O5                | Los Angeles Clippers   | 1                  |   |                     |                            |                            |                            |  | O1 | Denver Nuggets         | 4                      |                        |  |    |                   |                   |                   |
|  | Conferencia Oeste |                        |                    |   |                     |                            |                            |                            |  | O1 | Denver Nuggets         | 4                      |                        |  |    |                   |                   |                   |
|  |                   | O7                     | Los Angeles Lakers | 0 |                     |                            |                            |                            |  |    |                        |                        |                        |  |    |                   |                   |                   |
|  | O3                | O7                     | Los Angeles Lakers | 0 | Sacramento Kings    | 3                          |                            |                            |  |    |                        |                        |                        |  |    |                   |                   |                   |
|  | O3                |                        |                    |   | Sacramento Kings    | 3                          |                            |                            |  |    |                        |                        |                        |  |    |                   |                   |                   |
|  | O6                | Golden State Warriors  | 4                  |   |                     |                            |                            |                            |  |    |                        |                        |                        |  |    |                   |                   |                   |
|  | O6                | Golden State Warriors  | 4                  |   | O6                  | Golden State Warriors      | 2                          |                            |  |    |                        |                        |                        |  |    |                   |                   |                   |
|  |                   |                        |                    |   | O6                  | Golden State Warriors      | 2                          |                            |  |    |                        |                        |                        |  |    |                   |                   |                   |
|  |                   | O7                     | Los Angeles Lakers | 4 |                     |                            |                            |                            |  |    |                        |                        |                        |  |    |                   |                   |                   |
|  | O2                | O7                     | Los Angeles Lakers | 4 | Memphis Grizzlies   | 2                          |                            |                            |  |    |                        |                        |                        |  |    |                   |                   |                   |
|  | O2                |                        |                    |   | Memphis Grizzlies   | 2                          |                            |                            |  |    |                        |                        |                        |  |    |                   |                   |                   |
|  | O7                | Los Angeles Lakers     | 4                  |   |                     |                            |                            |                            |  |    |                        |                        |                        |  |    |                   |                   |                   |

Negrita - Ganador de las series

## Estadísticas

### Líderes estadísticas individuales
| Categoría               | Jugador           | Equipo             | Estadística |
| ----------------------- | ----------------- | ------------------ | ----------- |
| Puntos por partido      | Joel Embiid       | Philadelphia 76ers | 33.3        |
| Rebotes por partido     | Domantas Sabonis  | Sacramento Kings   | 12.4        |
| Asistencias por partido | James Harden      | Philadelphia 76ers | 10.8        |
| Robos por partido       | O.G. Anunoby      | Toronto Raptors    | 1.9         |
| Tapones por partido     | Jaren Jackson Jr. | Memphis Grizzlies  | 3.0         |
| Pérdidas por partido    | Trae Young        | Atlanta Hawks      | 4.0         |
| Faltas por partido      | Jaren Jackson Jr. | Memphis Grizzlies  | 3.6         |
| Minutos por partido     | Pascal Siakam     | Toronto Raptors    | 37.5        |
| % Tiros de campo        | Walker Kessler    | Utah Jazz          | 72.0%       |
| % Tiros libres          | Tyler Herro       | Miami Heat         | 93.2%       |
| % Triples               | Luke Kennard      | Memphis Grizzlies  | 48.9%       |
| Eficiencia por partido  | Nikola Jokić      | Denver Nuggets     | 38.3        |
| Doble-dobles            | Domantas Sabonis  | Sacramento Kings   | 65          |
| Triple-dobles           | Nikola Jokić      | Denver Nuggets     | 29          |

### Máximos individuales en un partido
| Categoría   | Jugador           | Equipo                 | Estadística |
| ----------- | ----------------- | ---------------------- | ----------- |
| Puntos      | Donovan Mitchell  | Cleveland Cavaliers    | 71          |
| Puntos      | Damian Lillard    | Portland Trail Blazers | 71          |
| Rebotes     | Ivica Zubac       | Los Angeles Clippers   | 29          |
| Asistencias | James Harden      | Philadelphia 76ers     | 21          |
| Robos       | De'Anthony Melton | Philadelphia 76ers     | 7           |
| Robos       | D'Angelo Russell  | Minnesota Timberwolves | 7           |
| Tapones     | Brook Lopez       | Milwaukee Bucks        | 9           |
| Triples     | Damian Lillard    | Portland Trail Blazers | 13          |

## Premios

### Reconocimientos individuales
| Premio                    | Ganador(es)                           | Finalistas |
| ------------------------- | ------------------------------------- | --- |
| MVP de la Temporada       | Joel Embiid (Philadelphia 76ers)      | Giannis Antetokounmpo (Milwaukee Bucks) Nikola Jokić (Denver Nuggets) |
| Mejor Defensor            | Jaren Jackson Jr. (Memphis Grizzlies) | Brook Lopez (Milwaukee Bucks) Evan Mobley (Cleveland Cavaliers) |
| Rookie del Año            | Paolo Banchero (Orlando Magic)        | Walker Kessler (Utah Jazz) Jalen Williams (Oklahoma City Thunder) |
| Mejor Sexto Hombre        | Malcolm Brogdon (Boston Celtics)      | Bobby Portis (Milwaukee Bucks) Immanuel Quickley (New York Knicks) |
| Jugador Más Mejorado      | Lauri Markkanen (Utah Jazz)           | Jalen Brunson (New York Knicks) Shai Gilgeous-Alexander (Oklahoma City Thunder) |
| Clutch Player of the Year | De'Aaron Fox (Sacramento Kings)       | Jimmy Butler (Miami Heat) DeMar DeRozan (Chicago Bulls) |
| Entrenador del Año        | Mike Brown (Sacramento Kings)         | Mark Daigneault (Oklahoma City Thunder) Joe Mazzulla (Boston Celtics) |
| Ejecutivo del Año         | Monte McNair (Sacramento Kings)       | Koby Altman (Cleveland Cavaliers) Calvin Booth (Denver Nuggets) Justin Zanik (Utah Jazz) |
| Jugador Más Deportivo     | Mike Conley (Minnesota Timberwolves)  | Bam Adebayo (Miami Heat) Harrison Barnes (Sacramento Kings) Darius Garland (Cleveland Cavaliers) Jalen Brunson (New York Knicks) Boban Marjanović (Houston Rockets) |
| Social Justice Champion   | Stephen Curry (Golden State Warriors) | Jaren Jackson Jr. (Memphis Grizzlies) Tre Jones (San Antonio Spurs) Chris Paul (Phoenix Suns) Grant Williams (Boston Celtics) |
| Compañero del Año         | Jrue Holiday (Milwaukee Bucks)        | Mikal Bridges (Brooklyn Nets) Darius Garland (Cleveland Cavaliers) Udonis Haslem (Miami Heat) Derrick Rose (New York Knicks) Grant Williams (Boston Celtics) Harrison Barnes (Sacramento Kings) Stephen Curry (Golden State Warriors) Aaron Gordon (Denver Nuggets) Jaren Jackson Jr. (Memphis Grizzlies) Damion Lee (Phoenix Suns) Damian Lillard (Portland Trail Blazers) |
| Mejor Ciudadano           | Stephen Curry (Golden State Warriors) | |
| Premio Hustle             | Marcus Smart (Boston Celtics)         | |

| - Mejor quinteto de la NBA: - F Giannis Antetokounmpo, Milwaukee Bucks - F Jayson Tatum, Boston Celtics - C Joel Embiid, Philadelphia 76ers - G Luka Dončić, Dallas Mavericks - G Shai Gilgeous-Alexander, Oklahoma City Thunder | - Segundo mejor quinteto de la NBA: - F Jimmy Butler, Miami Heat - F Jaylen Brown, Boston Celtics - C Nikola Jokić, Denver Nuggets - G Donovan Mitchell, Cleveland Cavaliers - G Stephen Curry, Golden State Warriors | - Tercer mejor quinteto de la NBA: - F Julius Randle, New York Knicks - F LeBron James, Los Angeles Lakers - C Domantas Sabonis, Sacramento Kings - G De'Aaron Fox, Sacramento Kings - G Damian Lillard, Portland Trail Blazers |

| - Mejor quinteto defensivo de la NBA: - Jaren Jackson Jr., Memphis Grizzlies - Evan Mobley, Cleveland Cavaliers - Brook Lopez, Milwaukee Bucks - Jrue Holiday, Milwaukee Bucks - Alex Caruso, Chicago Bulls | - Segundo mejor quinteto defensivo de la NBA: - O.G. Anunoby, Toronto Raptors - Draymond Green, Golden State Warriors - Bam Adebayo, Miami Heat - Derrick White, Boston Celtics - Dillon Brooks, Memphis Grizzlies |

| - Mejor quinteto de rookies: - Paolo Banchero, Orlando Magic - Walker Kessler, Utah Jazz - Bennedict Mathurin, Indiana Pacers - Keegan Murray, Sacramento Kings - Jalen Williams, Oklahoma City Thunder | - 2.º mejor quinteto de rookies: - Jalen Duren, Detroit Pistons - Tari Eason, Houston Rockets - Jaden Ivey, Detroit Pistons - Jabari Smith Jr., Houston Rockets - Jeremy Sochan, San Antonio Spurs |

### Jugadores de la semana
Los siguientes jugadores fueron nombrados Jugadores de la Semana de las Conferencias Este y Oeste.
| Semana                            | Conferencia Este                              | Conferencia Oeste                                     | Ref.   |
| --------------------------------- | --------------------------------------------- | ----------------------------------------------------- | ------ |
| 18 al 23 de octubre               | Jayson Tatum (Boston Celtics) (1/1)           | Damian Lillard (Portland Trail Blazers) (1/3)         | [ 35 ] |
| 24 al 30 de octubre               | Giannis Antetokounmpo (Milwaukee Bucks) (1/4) | Shai Gilgeous-Alexander (Oklahoma City Thunder) (1/2) | [ 36 ] |
| 31 de octubre al 6 de noviembre   | Kevin Durant (Brooklyn Nets) (1/1)            | Paul George (Los Angeles Clippers) (1/1)              | [ 37 ] |
| 7 al 13 de noviembre              | Joel Embiid (Philadelphia 76ers) (1/4)        | Stephen Curry (Golden State Warriors) (1/1)           | [ 38 ] |
| 14 al 20 de noviembre             | Tyrese Haliburton (Indiana Pacers) (1/1)      | De'Aaron Fox (Sacramento Kings) (1/1)                 | [ 39 ] |
| 21 al 27 de noviembre             | Giannis Antetokounmpo (Milwaukee Bucks) (2/4) | Deandre Ayton (Phoenix Suns) (1/1)                    | [ 40 ] |
| 28 de noviembre al 4 de diciembre | Kevin Durant (Brooklyn Nets) (2/2)            | Anthony Davis (Los Angeles Lakers) (1/2)              | [ 41 ] |
| 5 al 11 de diciembre              | Joel Embiid (Philadelphia 76ers) (2/4)        | Zion Williamson (New Orleans Pelicans) (1/1)          | [ 42 ] |
| 12 al 18 de diciembre             | Donovan Mitchell (Cleveland Cavaliers) (1/2)  | Nikola Jokić (Denver Nuggets) (1/1)                   | [ 43 ] |
| 19 al 25 de diciembre             | Pascal Siakam (Toronto Raptors) (1/1)         | Luka Dončić (Dallas Mavericks) (1/2)                  | [ 44 ] |
| 26 de diciembre al 1 de enero     | Kristaps Porziņģis (Washington Wizards) (1/1) | Luka Dončić (Dallas Mavericks) (2/2)                  | [ 45 ] |
| 2 al 8 de enero                   | Donovan Mitchell (Cleveland Cavaliers) (2/2)  | LeBron James (Los Angeles Lakers) (1/2)               | [ 46 ] |
| 9 al 15 de enero                  | Jalen Brunson (New York Knicks) (1/1)         | Domantas Sabonis (Sacramento Kings) (1/3)             | [ 47 ] |
| 16 al 22 de enero                 | Jrue Holiday (Milwaukee Bucks) (1/1)          | LeBron James (Los Angeles Lakers) (2/2)               | [ 48 ] |
| 23 al 29 de enero                 | Giannis Antetokounmpo (Milwaukee Bucks) (3/4) | Damian Lillard (Portland Trail Blazers) (2/3)         | [ 49 ] |
| 30 de enero al 5 de febrero       | Giannis Antetokounmpo (Milwaukee Bucks) (4/4) | Damian Lillard (Portland Trail Blazers) (3/3)         | [ 50 ] |
| 6 al 12 de febrero                | Derrick White (Boston Celtics) (1/1)          | Shai Gilgeous-Alexander (Oklahoma City Thunder) (2/2) | [ 51 ] |
| 27 de febrero al 5 de marzo       | Julius Randle (New York Knicks) (1/1)         | Devin Booker (Phoenix Suns) (1/1)                     | [ 52 ] |
| 6 al 12 de marzo                  | Joel Embiid (Philadelphia 76ers) (3/4)        | Domantas Sabonis (Sacramento Kings) (2/3)             | [ 53 ] |
| 13 al 19 de marzo                 | Joel Embiid (Philadelphia 76ers) (4/4)        | Domantas Sabonis (Sacramento Kings) (3/3)             | [ 54 ] |
| 20 al 26 de marzo                 | Jaylen Brown (Boston Celtics) (1/1)           | Brandon Ingram (New Orleans Pelicans) (1/1)           | [ 55 ] |
| 27 de marzo al 2 de abril         | Mikal Bridges (Brooklyn Nets) (1/1)           | Anthony Davis (Los Angeles Lakers) (2/2)              | [ 56 ] |
| 3 al 9 de abril                   | Bobby Portis (Milwaukee Bucks) (1/1)          | Kawhi Leonard (Los Angeles Clippers) (1/1)            | [ 57 ] |

### Jugadores del Mes
Los siguientes jugadores fueron nombrados Jugadores del Mes de las Conferencias Este y Oeste.
| Mes               | Conferencia Este                       | Conferencia Oeste                        | Ref.   |
| ----------------- | -------------------------------------- | ---------------------------------------- | ------ |
| octubre/noviembre | Jayson Tatum (Boston Celtics) (1/1)    | Devin Booker (Phoenix Suns) (1/1)        | [ 58 ] |
| diciembre         | Joel Embiid (Philadelphia 76ers) (1/3) | Luka Dončić (Dallas Mavericks) (1/1)     | [ 59 ] |
| enero             | Joel Embiid (Philadelphia 76ers) (2/3) | Nikola Jokić (Denver Nuggets) (1/2)      | [ 60 ] |
| febrero           | Jalen Brunson (New York Knicks) (1/1)  | Nikola Jokić (Denver Nuggets) (2/2)      | [ 61 ] |
| marzo/abril       | Joel Embiid (Philadelphia 76ers) (3/3) | Anthony Davis (Los Angeles Lakers) (1/1) | [ 62 ] |

### Rookies del Mes
Los siguientes jugadores fueron nombrados Rookie del Mes de las Conferencias Este y Oeste.
| Mes               | Conferencia Este                          | Conferencia Oeste                            | Ref.   |
| ----------------- | ----------------------------------------- | -------------------------------------------- | ------ |
| octubre/noviembre | Bennedict Mathurin (Indiana Pacers) (1/1) | Jalen Williams (Oklahoma City Thunder) (1/2) | [ 63 ] |
| diciembre         | Paolo Banchero (Orlando Magic) (1/4)      | Keegan Murray (Sacramento Kings) (1/2)       | [ 64 ] |
| enero             | Paolo Banchero (Orlando Magic) (2/4)      | Keegan Murray (Sacramento Kings) (2/2)       | [ 65 ] |
| febrero           | Paolo Banchero (Orlando Magic) (3/4)      | Walker Kessler (Utah Jazz) (1/1)             | [ 66 ] |
| marzo/abril       | Paolo Banchero (Orlando Magic) (4/4)      | Jalen Williams (Oklahoma City Thunder) (2/2) | [ 67 ] |

### Entrenadores del Mes
Los siguientes entrenadores fueron nombrados Entrenadores del Mes de las Conferencias Este y Oeste.
| Mes               | Conferencia Este                         | Conferencia Oeste                         | Ref.   |
| ----------------- | ---------------------------------------- | ----------------------------------------- | ------ |
| octubre/noviembre | Joe Mazzulla (Boston Celtics) (1/1)      | Monty Williams (Phoenix Suns) (1/1)       | [ 68 ] |
| diciembre         | Jacque Vaughn (Brooklyn Nets) (1/1)      | Willie Green (New Orleans Pelicans) (1/1) | [ 69 ] |
| enero             | Doc Rivers (Philadelphia 76ers) (1/2)    | Michael Malone (Denver Nuggets) (1/1)     | [ 70 ] |
| febrero           | Mike Budenholzer (Milwaukee Bucks) (1/1) | Mike Brown (Sacramento Kings) (1/1)       | [ 71 ] |
| marzo/abril       | Doc Rivers (Philadelphia 76ers) (2/2)    | Taylor Jenkins (Memphis Grizzlies) (1/1)  | [ 72 ] |

## Pabellones
- El 4 de abril de 2023, el estadio donde juega como local Miami Heat fue rebautizado como Kaseya Center. La franquicia llegó a un acuerdo de 117 millones de dólares con Kaseya, una empresa de software y tecnologías de la información local, para que lleve su nombre por 17 años.[73][74] Anteriormente, se conocía como FTX Arena, pero la compañía de intercambio de criptomonedas se declaró en bancarrota, lo que terminó de manera anticipada el trato de los derechos de denominación con ella y el 12 de enero de 2025, se llamó provisionalmente Miami-Dade Arena.[75][76]